# Powiat Neisse
Powiat Neisse (niem. Landkreis Neisse) – dawna pruska, a później niemiecka jednostka terytorialna średniego szczebla (odpowiednik powiatu ziemskiego) z siedzibą w Nysie. Powstała w 1742 roku i wchodziła w skład rejencji opolskiej. Istniała do końca II wojny światowej.

## Struktura
W skład powiatu wchodziły:
- trzy miasta: Nysa (Neisse), Paczków (Patschkau) i Głuchołazy (Ziegenhals). Od 1911 Nysa stanowiła odrębny powiat miejski.
- 95 gmin

Współczesny powiat nyski nie pokrywa się z granicami przedwojennego.

## Liczba mieszkańców
- 1795 – 61 757[1]
- 1819 – 50 178[2]
- 1846 – 83 840[3]
- 1871 – 93 315[4]
- 1885 – 100 177[5]
- 1900 – 99 310[6]
- 1910 – 101 223[6]
- 1925 – 69 257[7]
- 1939 – 70 515[7]

## Landraci
- 1742–1754: George Anton von Schimonsky[8]
- 1754–1756: Johann Wenzel von Studnitz-Geroldschütz[8]
- 1756–1759: Carl Abraham von Sebottendorff[8]
- 1764–1766: Balthasar Leopold von Brauchitsch[8]
- 1768–1789: Friedrich Ernst Constantin von Arnold[8]
- 1789–1811: Samuel Moritz von Prittwitz und Gaffron[8]
- 1811–1812: Leopold von Gilgenheimb
- 1812–1823: Joseph von Rottenberg
- 1824–1829: Ferdinand Hoffmann
- 1829–1848: Richard von Maubeuge
- 1848–1850: Möcke
- 1850–1852: Wilhelm Richter
- 1852–1858: Roman Xaver von Zakrzewski
- 1859–1895: Karl von Seherr-Thoß
- 1895–1912: Konstantin von Jerin
- 1912–1933: Gisbert von Ellerts
- 1933–1943: Josef Heukeshoven
- 1943–1945: Joachim Heine

## Sąsiednie powiaty
- powiat Frankenstein
- powiat Münsterberg
- powiat Grottkau
- powiat Falkenberg O.S.
- powiat Neustadt O.S.